# 上郡郵便局
上郡郵便局（かみごおりゆうびんきょく）は、兵庫県赤穂郡上郡町にある郵便局。民営化前の分類では集配普通郵便局であった。

## 概要
住所：〒678-1299 兵庫県赤穂郡上郡町駅前18
民営化直前の、集配業務再編において、多くの集配普通郵便局は統括センターとなったが、当局は配達センターとされたため、民営化後も郵便事業株式会社の支店は併設されず、集配センターが併設された。

## 沿革
- 1874年（明治7年）12月 - 上郡郵便取扱所として開設[1]。
- 1875年（明治8年）1月1日 - 上郡郵便局（五等）となる。
- 1885年（明治18年）10月1日 - 貯金取扱を開始。
- 1890年（明治23年）8月1日 - 為替取扱を開始。
- 1897年（明治30年）3月21日 - 上郡郵便電信局となる。
- 1903年（明治36年）4月1日 - 通信官署官制の施行に伴い上郡郵便局となる。
- 1966年（昭和41年）10月1日 - 特定郵便局から普通郵便局に局種別改定[2]。
- 1967年（昭和42年）10月1日 - 高田郵便局から和文電報配達業務を移管。
- 1969年（昭和44年）10月24日 - 電話交換、和文電報配達および国際電報受付配達、欧文電報受付配達業務を上郡電報電話局に移管。
- 2000年（平成12年）8月14日 - 外国通貨の両替および旅行小切手の売買に関する業務取扱を開始。
- 2007年（平成19年）10月1日 - 民営化に伴い、併設された郵便事業相生支店上郡集配センターに一部業務を移管。
- 2012年（平成24年）10月1日 - 日本郵便株式会社発足に伴い、郵便事業相生支店上郡集配センターを上郡郵便局に統合。
- 2017年（平成29年）9月11日 - 上郡駅前土地区画整理事業の施行による住居表示変更に伴い、当局の住所が赤穂郡上郡町大持142-1から同郡同町駅前18に変更。
- 2020年（令和2年）7月7日 - 窓口でのキャッシュレス決済を導入[3]

## 取扱内容
- 郵便、印紙、ゆうパック、内容証明
- 貯金、為替、振替、振込、国際送金、国債、投資信託
- 生命保険、バイク自賠責保険、自動車保険
- 地方公共団体事務（兵庫県住宅再建共済基金利用申込取次事務）
- ゆうちょ銀行ATM
- 赤穂郡上郡町内全域（〒678-12xx）の集配業務

## 周辺
- 兵庫県立上郡高等学校
- 兵庫県道90号赤穂佐伯線
- 千種川

## アクセス
- JR山陽本線、智頭急行智頭線 上郡駅から徒歩約6分
- ウエスト神姫 上郡停留所下車
- 駐車場あり：5台